# Finpro
Finpro Oy är ett finländskt statligt företag för export-, investerings- och turistfrämjande.
Finpro bildades 1919 i Åbo som Finlands Exportörsförening. År 1938 bytte föreningen namn till Finlands utrikeshandelsförbund. En diskussion om inrättande av en statlig myndighet för exportfrämjande skedde 1968, men slutade i att utrikeshandelsförbundet fick statlig finansiering för en utvidgad verksamhet. Förbundet namnändrades till Finpro 1999. 
Föreningen Finpro ombildades till det statliga aktiebolaget Finpro Oy vid årsskiftet 2015/2016.
Finpro har tre enheter för marknadsföring:
- Visit Finland, vilket 2015 övertog de uppgifter som Centralen för turistfrämjande tidigare haft.
- Export Finland, som övertagit de uppgifter Finlands Exportförening, och 1938-1999 Finlands Utrikeshandelsförbund, tidigare haft.
- Invest in Finland, som övertagit de uppgifter den fram till 2012 existerande stiftelsen Investera i Finland haft.

## Sammanslagning med innovationsmyndigheten Tekes
Finlands regering beslöt våren 2017 att Finpro och innovationsmyndigheten Tekes ska slås samman per den 1 januari till en ny statlig organisation med arbetsnamnet Business Finland.